# Reinardt Janse van Rensburg
Reinardt Janse van Rensburg (Pretoria, 3 febbraio 1989) è un ciclista su strada sudafricano che corre per la China Glory Continental Cycling Team. Professionista dal 2010, è fratello minore di Jacques Janse van Rensburg, anch'egli ciclista.

## Carriera
Reinardt Janse van Rensburg si mise in luce nel 2009 quando, ai campionati africani disputati a Windhoek in Namibia, vinse la medaglia d'oro nella cronometro a squadre, classificandosi poi secondo nella cronometro individuale élite e aggiudicandosi la medaglia d'oro nella cronometro under-23. Nelle prove in linea concluse invece nono tra gli élite e secondo tra gli under-23.
Nel 2010 passò tra le file della squadra Continental sudafricana MTN. Nella prima stagione tra i professionisti divenne campione nazionale a cronometro tra gli under-23 e colse la sua prima vittoria nel circuito UCI Africa Tour, aggiudicandosi la prima tappa del Tour du Rwanda. Nella stagione successiva colse due successi ai Giochi panafricani, imponendosi nella cronometro individuale e in quella a squadre con la selezione sudafricana. Completò la stagione con due vittorie di tappa, al Tour du Maroc e allo Herald Sun Tour.
Nel 2012 si aggiudicò il titolo nazionale a cronometro élite, e la vittoria di quattro tappe e della classifica finale del Tour du Maroc. Ottenne inoltre i primi successi nel circuito continentale europeo, imponendosi in Tour de Bretagne, Ronde van Overijssel, Circuit de Wallonie, Ronde van Zeeland Seaports e in due tappe della Volta a Portugal. Considerati questi risultati (14 vittorie stagionali), per il 2013 venne messo sotto contratto dalla formazione World Tour olandese Argos-Shimano. Con la nuova maglia nel 2013 concluse secondo alla Clásica de Almería e vinse il Mémorial Frank Vandenbroucke.
Tornato alla MTN-Qhubeka nel 2015, l'anno dopo si aggiudica il Tour de Langkawi: nella quarta tappa, con arrivo in salita a Cameron Highlands, si piazza terzo a 35" dal vincitore Miguel Ángel López, salendo al secondo posto in classifica generale a 29" dal colombiano. Sembra destinato alla piazza d'onore finale, tuttavia durante la sesta tappa, a pochi chilometri dal traguardo, López fora e non riesce a rientrare sul gruppo. Janse van Rensburg conquista così la maglia di capoclassifica che porterà fino al traguardo finale, vincendo la corsa con 18" su Daniel Jaramillo e 19" su Miguel Ángel López.
Nel 2017 si impone nel campionato nazionale in linea; si ripete nel 2022.

## Palmarès
- 2009 (una vittoria)

Campionati africani, Prova a cronometro Under-23 (con la Nazionale sudafricana)
- 2010 (MTN-Energade, due vittorie)

Campionati sudafricani, Prova a cronometro Under-23
1ª tappa Tour du Rwanda (Kigali > Kigali)
- 2011 (MTN-Qhubeka, tre vittorie)

2ª tappa Tour du Maroc (Safi > Essaouira)
Giochi panafricani, Prova a cronometro (con la Nazionale sudafricana)
2ª tappa Herald Sun Tour (Ballarat > Geelong)
- 2012 (MTN-Qhubeka, quattordici vittorie)

Campionati sudafricani, Prova a cronometro
1ª tappa Tour du Maroc (Tangeri > Tétouan)
5ª tappa Tour du Maroc (Midelt > Al-Rashidiyya)
6ª tappa Tour du Maroc (Al-Rashidiyya > Tinghir)
8ª tappa Tour du Maroc (Ouarzazate > Marrakech)
Classifica generale Tour du Maroc
4ª tappa Tour de Bretagne (Missillac > Côte de Mûr-de-Bretagne)
Classifica generale Tour de Bretagne
Prologo Ronde van Overijssel (Holten > Holten, cronometro)
Classifica generale Ronde van Overijssel
Circuit de Wallonie
Ronde van Zeeland Seaports
Prologo Volta a Portugal (Castelo Branco > Castelo Branco, cronometro)
10ª tappa Volta a Portugal (Sintra > Lisbona)
- 2013 (Team Argos-Shimano, una vittoria)

Mémorial Frank Vandenbroucke
- 2016 (Team Dimension Data, una vittoria)

Classifica generale Tour de Langkawi
- 2017 (Team Dimension Data, una vittoria)

Campionati sudafricani, Prova in linea
- 2022 (una vittoria)

Campionati sudafricani, Prova in linea
- 2023 (Denver Disruptor, una vittoria)

Campionati sudafricani, Prova in linea
- 2025 (China Glory Continental, tre vittorie)

1ª tappa Tour du Benin (Nikki > Parakou)
5ª tappa Tour du Benin (Ouinhi > Porto-Novo)
Classifica generale Tour du Benin

### Altri successi
- 2009

Berge en Dale Classic
Campionati africani, Cronometro a squadre (con Christoff van Heerden, Ian McLeod e Jay Robert Thomson) (con la Nazionale sudafricana)
- 2010

Knysna Tour
Lost City Classic - Cycle for Cansa (criterium)
- 2011 (MTN-Qhubeka)

Wilro 100
Dome 2 Dome Roadrace
Giochi panafricani, Cronometro a squadre (con Jay Robert Thomson, Nolan Hoffman e Darren Lill) (con la Nazionale sudafricana)
Pick 'n Pay OFM Classic
- 2012 (MTN-Qhubeka)

East Rand Classic - Emperors Palace Classic
Berge en Dale Classic
Carnival City - Brakpan
Cape Town Tour
Classifica a punti Tour du Maroc
Classifica a punti Flèche du Sud
Classifica a punti Tour de Gironde
Classifica a punti Volta a Portugal
Satellite Challenge
94.7 Challenge
- 2023 (Denver Disruptors)

Criterium Tucson Bicycle Classic Stage Race
Rooiwal Challenge

## Piazzamenti

### Grandi Giri
- Tour de France

2015: 96º
2016: 115º
2017: 118º
2018: 110º
2019: 124º
2022: 131º
- Vuelta a España

2013: 98º
2020: 103º
2021: fuori tempo massimo (7ª tappa)

### Classiche monumento
- Milano-Sanremo

2014: 73º
2015: 36º
2016: 92º
2019: 26º
- Giro delle Fiandre

2013: 75º
2014: 64º
2015: 67º
2016: 88º
2017: 59º
2019: 55º
2020: 72º
- Parigi-Roubaix

2014: 69º
2015: 124º
2016: 72º
2017: 97º
2019: 61º
2021: 88º

### Competizioni mondiali
- Campionati del mondo

Varese 2008 - In linea Under-23: 64º
Copenaghen 2011 - Cronometro Under-23: 58º
Copenaghen 2011 - In linea Under-23: 17º
Limburgo 2012 - Cronosquadre: 23º
Limburgo 2012 - Cronometro Elite: 41º
Limburgo 2012 - In linea Elite: ritirato
Toscana 2013 - Cronosquadre: 42º
Toscana 2013 - Cronometro Elite: 42º
Toscana 2013 - In linea Elite: ritirato
Ponferrada 2014 - In linea: 73º
Richmond 2015 - In linea Elite: ritirato
Bergen 2017 - In linea Elite: 39º
Fiandre 2021 - In linea Elite: ritirato
- Campionati del mondo gravel

Veneto 2023 - Elite: 74º